# Eric Taino
Pour les articles homonymes, voir Taino.
Eric Taino, né le 18 mars 1975 à Jersey City, est un joueur de tennis professionnel américain, naturalisé philippin.
Il a la particularité de s'être spécialisé en double au début de sa carrière, puis d'avoir davantage participé à des tournois en simple à partir de 2001.

## Carrière
Avant sa carrière professionnelle, il a joué pour l'université de Bruins d'UCLA où étaient également Justin Gimelstob et Kevin Kim. Il a remporté un titre en double et a remporté dans cette discipline la médaille de bronze aux Jeux asiatiques de 2006 associé à son compatriote Cecil Mamiit. Il a représenté les Philippines en Coupe Davis entre 2006 et 2008.
Outre un titre acquis sur le circuit ATP à Singapour, il comptabilise 3 tournois en simple à Yokohama en 2000, Belo Horizonte en 2001 et Tarzana en 2002, et 9 en double. Ses meilleures performances incluent également un huitième de finale à Long Island et Tokyo en 2000 et des victoires sur Karim Alami, 34e et Fernando González, 20e.

## Palmarès

### Titre en double messieurs
| No | Date       | Nom et lieu du tournoi            | Catégorie   | Dotation  | Surface    | Partenaire | Finalistes                     | Score    |  |
| -- | ---------- | --------------------------------- | ----------- | --------- | ---------- | ---------- | ------------------------------ | -------- |  |
| 1  | 11-10-1999 | Heineken Open Singapore Singapour | Series Gold | 600 000 $ | Dur (int.) | Max Mirnyi | Todd Woodbridge Mark Woodforde | 6-3, 6-4 |  |

### Finales en double messieurs
| No | Date       | Nom et lieu du tournoi                  | Catégorie   | Dotation  | Surface      | Vainqueurs                          | Partenaire          | Score           |          |
| -- | ---------- | --------------------------------------- | ----------- | --------- | ------------ | ----------------------------------- | ------------------- | --------------- | -------- |
| 1  | 02-11-1998 | Cerveza Club Colombia Open Bogota       | Int' Series | 315 000 $ | Terre (ext.) | Diego del Río Mariano Puerta        | Gábor Köves         | 6-7, 6-3, 6-2   |          |
| 2  | 07-06-1999 | Merano Open Merano                      | Int' Series | 325 000 $ | Terre (ext.) | Lucas Arnold Ker Jaime Oncins       | Marc-Kevin Goellner | 6-4, 7-6        |          |
| 3  | 05-07-1999 | Suisse Open Gstaad                      | Int' Series | 525 000 $ | Terre (ext.) | Donald Johnson Cyril Suk            | Aleksandar Kitinov  | 7-5, 7-64       |          |
| 4  | 07-02-2000 | Sybase Open San José                    | Int' Series | 350 000 $ | Dur (int.)   | Jan-Michael Gambill Scott Humphries | Lucas Arnold Ker    | 6-1, 6-4        | Parcours |
| 5  | 12-06-2000 | The Stella Artois Championships Londres | Int' Series | 775 000 $ | Gazon (ext.) | Todd Woodbridge Mark Woodforde      | Jonathan Stark      | 65-7, 6-3, 7-61 |          |
| 6  | 11-06-2001 | The Stella Artois Championships Londres | Int' Series | 775 000 $ | Gazon (ext.) | Bob Bryan Mike Bryan                | David Wheaton       | 6-3, 3-6, 6-1   |          |

## Parcours dans les tournois duGrand Chelem

### En simple
| Année | Open d'Australie | Open d'Australie | Internationaux de France | Internationaux de France | Wimbledon | Wimbledon | US Open         | US Open  |
| ----- | ---------------- | ---------------- | ------------------------ | ------------------------ | --------- | --------- | --------------- | -------- |
| 2001  | —                | —                | —                        | —                        | —         | —         | 1er tour (1/64) | A. Pavel |
| 2002  | —                | —                | —                        | —                        | —         | —         | 1er tour (1/64) | K. Pless |

N.B. : à droite du résultat se trouve le nom de l'ultime adversaire.

### En double
| Année | Open d'Australie            | Open d'Australie        | Internationaux de France       | Internationaux de France  | Wimbledon                | Wimbledon              | US Open                        | US Open                   |
| ----- | --------------------------- | ----------------------- | ------------------------------ | ------------------------- | ------------------------ | ---------------------- | ------------------------------ | ------------------------- |
| 1997  | —                           | —                       | —                              | —                         | —                        | —                      | 1er tour (1/32) V. Spadea      | D. Randall J. Waite       |
| 1999  | 2e tour (1/16) J. Waite     | G. Doyle B. Ellwood     | 1er tour (1/32) F. Montana     | N. Kulti M. Tillström     | —                        | —                      | 1er tour (1/32) L. Tieleman    | C. Haggard P. Nyborg      |
| 2000  | 2e tour (1/16) D. Hrbatý    | D. Macpherson P. Nyborg | 1er tour (1/32) M.-K. Goellner | P. Haarhuis S. Stolle     | 1er tour (1/32) J. Stark | P. Haarhuis S. Stolle  | 1er tour (1/32) J. Stark       | L. Hewitt M. Mirnyi       |
| 2001  | 1er tour (1/32) N. Godwin   | T. Cibulec L. Friedl    | 2e tour (1/16) J. Waite        | M. Bhupathi L. Paes       | 1er tour (1/32) J. Waite | A. Kitinov Z. Zimonjić | 1er tour (1/32) S. Humphries   | J. Björkman T. Woodbridge |
| 2002  | 1er tour (1/32) T. Vanhoudt | S. Aspelin M. Kratzmann | 1er tour (1/32) M. Merklein    | J. Björkman T. Woodbridge | —                        | —                      | 2e tour (1/16) Harper-Griffith | J. Novak R. Štěpánek      |

N.B. : le nom du ou de la partenaire se trouve sous le résultat ; le nom des ultimes adversaires se trouve à droite.